# Добра (гмина, Лобезский повет)
Добра (пол. Dobra) — гмина (волость) в Польше, входит как административная единица в Лобезский повет, Западно-Поморское воеводство. Население — 4517 человек (на 2013 год).

## Перечень местности в гмине
Деревни (солэцтва): Анелино, Бенице, Блондково, Доброполе, Гжензенко, Гжензно, Кжеменна, Тучэ, Войташице, Вжесьно, Заплоце.
Пжисиулки: Косьцельник.

## Фотогалерея

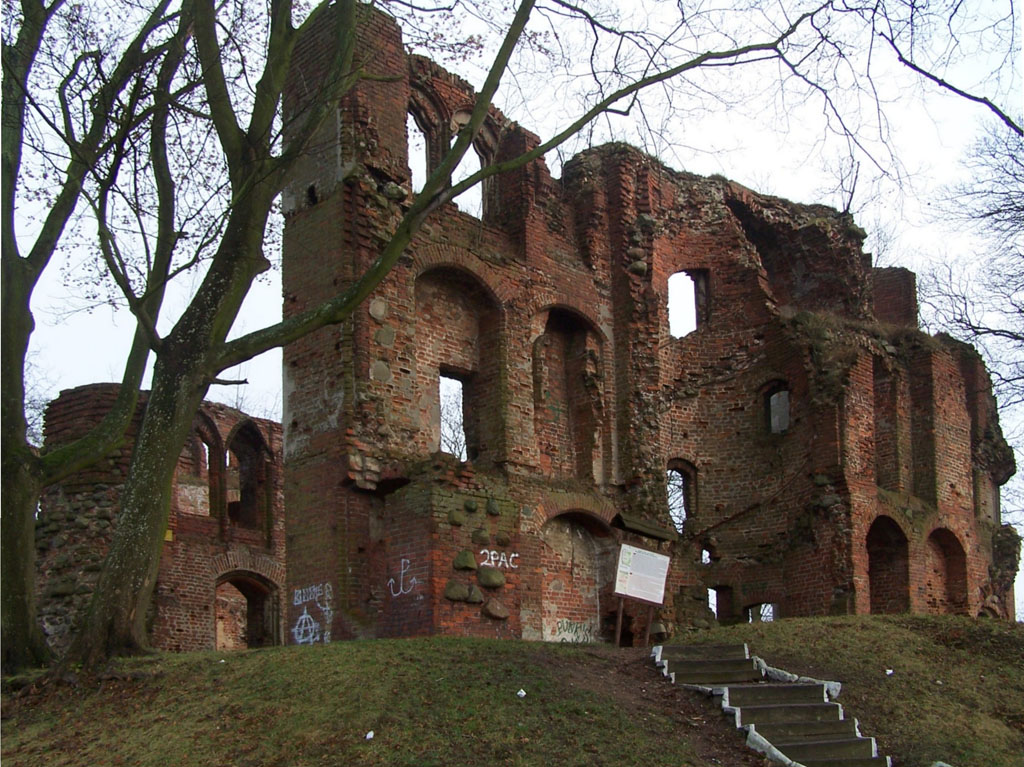
Руины замка von Dewitzów
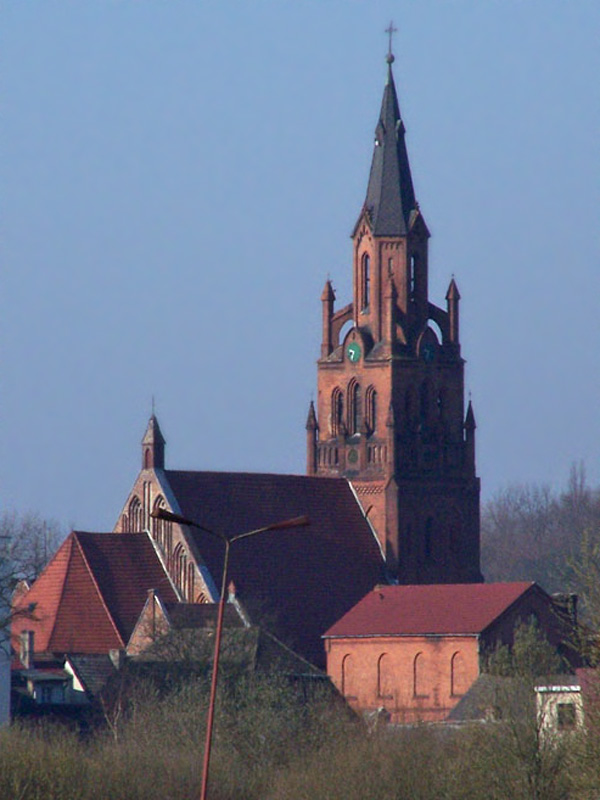
Костёл św. Klary
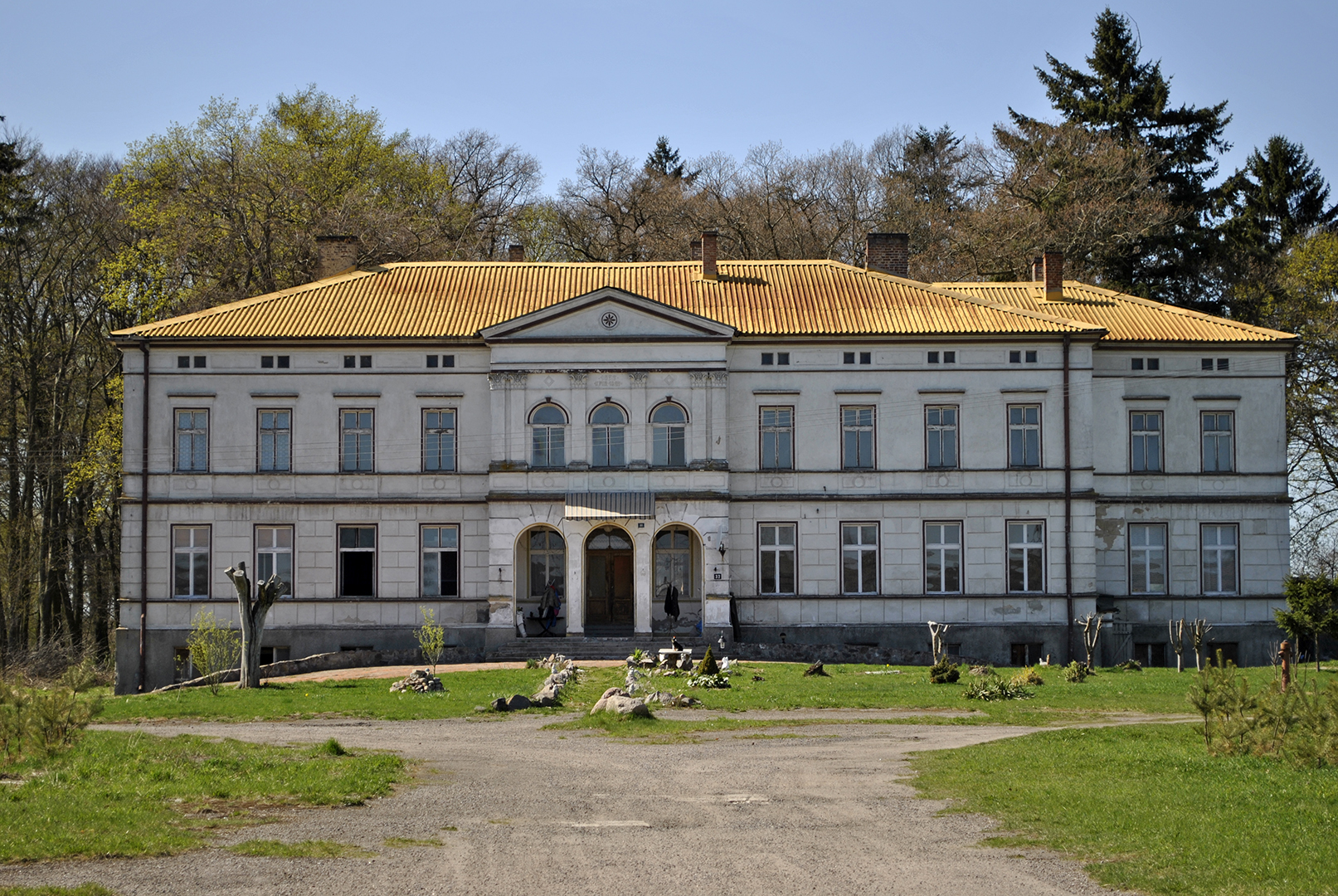
Бенице — дворец